# Isaac Darlington

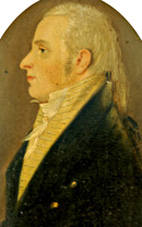
Isaac Darlington

Isaac Darlington (* 13. Dezember 1781 bei West Chester, Pennsylvania; † 27. April 1839 ebenda) war ein US-amerikanischer Politiker. Zwischen 1817 und 1819 vertrat er den Bundesstaat Pennsylvania im US-Repräsentantenhaus.

## Werdegang
Isaac Darlington war ein Cousin der Kongressabgeordneten Edward Darlington (1795–1884) und William Darlington (1782–1863). Er besuchte die Friends School in Birmingham. Anschließend unterrichtete er selbst als Lehrer in den Bezirksschulen seiner Heimat. Nach einem Jurastudium und seiner 1801 erfolgten Zulassung als Rechtsanwalt begann er in West Chester in diesem Beruf zu arbeiten. Politisch wurde er Mitglied der Ende der 1790er Jahre von Alexander Hamilton gegründeten Föderalistischen Partei. Von 1807 bis 1809 saß er als Abgeordneter im Repräsentantenhaus von Pennsylvania; in den Jahren 1814 und 1815 war er während der Endphase des Britisch-Amerikanischen Kriegs Leutnant in einem Freiwilligenregiment aus Pennsylvania.
Bei den Kongresswahlen des Jahres 1816 wurde Darlington im zweiten Wahlbezirk von Pennsylvania in das US-Repräsentantenhaus in Washington, D.C. gewählt, wo er am 4. März 1817 die Nachfolge seines Cousins William antrat. Da er im Jahr 1818 auf eine weitere Kandidatur verzichtete, konnte er bis zum 3. März 1819 nur eine Legislaturperiode im Kongress absolvieren. Danach fiel das Mandat wieder an William Darlington.
Im Jahr 1820 wurde Isaac Darlington zum stellvertretenden Staatsanwalt im Chester County ernannt. Von 1821 bis zu seinem Tod war er dort und im Delaware County als Vorsitzender Richter der jeweiligen Bezirksgerichte tätig. Er starb am 27. April 1839 in seiner Heimatstadt West Chester.